# Marcia (drottning)
Marcia var enligt legenden en drottning som regerade på de brittiska öarna under forntiden: traditionellt på 300-talet f.Kr. Hon var regent som förmyndare för sin son Sisillius II.
Hon beskrivs i Historia Regum Britanniae av Geoffrey of Monmouth.